# Junior Cook
Junior Cook (né le 22 juillet 1934 à Pensacola en Floride, décédé le 3 février 1992 à New York) est un musicien américain de jazz, joueur de saxophone ténor, membre du Horace Silver Quintet.

## Discographie

### En tant que leader
- Junior's Cookin' (Jazzland, 1960)
- Pressure Cooker (Affinity 1977)
- The Place To Be (Steeplechase; 1988)
- On A Misty Night (Steeplechase, 1989)
- You Leave Me Breathless (Steeplechase,1991)

### En tant que sideman
Avec Horace Silver
- Live At Newport '58 (1958)
- 6 Pieces of Silver (1956–58)
- Finger Poppin' (1956–58)
- Blowin' the Blues Away (1959)
- Horace-Scope (1960)
- Doin' the Thing (1961)
- The Tokyo Blues (1962)
- Silver's Serenade (1963)
- Song For My Father (1964)
- Music to Ease Your Disease (1988)

Avec Barry Harris
- Luminescence! (Prestige, 1967)

Avec Freddie Hubbard
- Sing Me a Song of Songmy (1971)
- Keep Your Soul Together (1973)
- High Energy (1974)
- Polar AC (1974)

Avec Blue Mitchell
- The Cup Bearers (Riverside, 1962)
- The Thing to Do (Blue Note, 1964)
- Down with It! (Blue Note, 1965)
- Bring It Home to Me (Blue Note, 1966)
- Boss Horn (Blue Note, 1966)

Avec d'autres musiciens
- Kenny Burrell: Blue Lights (Blue Note, 1958)
- Dave Bailey Sextet: One Foot in the Gutter (Epic, 1960)
- Barry Harris: Luminescence! (Prestige, 1967)
- Cedar Walton: Cedar! (Prestige, 1967)
- John Patton: That Certain Feeling (Blue Note, 1968)
- Don Patterson: Opus De Don (Prestige, 1968)
- Clifford Jordan: Two Tenor Winner (Criss Cross, 1984)
- Mickey Tucker: Sojourn (Xanadu, 1977)
- McCoy Tyner: Uptown/Downtown (Milestone, 1988)
- THE PLACE TO BE Musiciens : Junior Cook (ts), Mickey Tucker (p), Wayne Dockery (b), Leroy Williams (dr) (23-11-1988)
- Bill Hardman: What’s Up? (Steeplechase, 1989)
- Larry Gales Sextet: A Message from Monk (Candid, 1990)
- Bertha Hope: Elmo’s Fire (Steeplechase, 1991)